# Psapharochrus arietis
Psapharochrus arietis là một loài bọ cánh cứng trong họ Cerambycidae.